# Okazaki Kenya
Kenya Okazaki (岡崎 建哉 (Cương-Kỳ Kiến-Tai) Okazaki Kenya) là một cầu thủ bóng đá người Nhật Bản. Hiện tại anh thi đấu cho Gamba Osaka ở J1 League

## Thống kê sự nghiệp
Cập nhật gần đây nhất: 22 tháng 2 năm 2018.
| Thành tích câu lạc bộ | Thành tích câu lạc bộ | Thành tích câu lạc bộ | Giải vô địch | Giải vô địch | Cúp                   | Cúp                   | Cúp Liên đoàn | Cúp Liên đoàn | Châu lục | Châu lục  | Khác     | Khác      | Tổng cộng | Tổng cộng |
| Mùa giải              | Câu lạc bộ            | Giải vô địch          | Số trận      | Bàn thắng    | Số trận               | Bàn thắng             | Số trận       | Bàn thắng     | Số trận  | Bàn thắng | Số trận  | Bàn thắng | Số trận   | Bàn thắng |
| Nhật Bản              | Nhật Bản              | Nhật Bản              | Giải vô địch | Giải vô địch | Cúp Hoàng đế Nhật Bản | Cúp Hoàng đế Nhật Bản | Cúp Liên đoàn | Cúp Liên đoàn | Châu Á   | Châu Á    | Siêu cúp | Siêu cúp  | Tổng cộng | Tổng cộng |
| --------------------- | --------------------- | --------------------- | ------------ | ------------ | --------------------- | --------------------- | ------------- | ------------- | -------- | --------- | -------- | --------- | --------- | --------- |
| 2009                  | Đại học Kansai        | -                     | -            | -            | 2                     | 0                     | -             | -             | -        | -         | -        | -         | 2         | 0         |
| 2012                  | Đại học Kansai        | -                     | -            | -            | 2                     | 0                     | -             | -             | -        | -         | -        | -         | 2         | 0         |
| 2013                  | Gamba Osaka           | J2 League             | 22           | 2            | 0                     | 0                     | -             | -             | -        | -         | -        | -         | 22        | 2         |
| 2014                  | Gamba Osaka           | J1 League             | 2            | 0            | 2                     | 0                     | 3             | 0             | -        | -         | -        | -         | 7         | 0         |
| 2015                  | Ehime FC              | J2 League             | 20           | 2            | 0                     | 0                     | -             | -             | -        | -         | -        | -         | 20        | 2         |
| 2016                  | Gamba Osaka           | J1 League             | 0            | 0            | 0                     | 0                     | 0             | 0             | 0        | 0         | 0        | 0         | 0         | 0         |
| 2017                  | Tochigi SC            | J3 League             | 27           | 1            | 0                     | 0                     | -             | -             | -        | -         | -        | -         | 27        | 1         |
| Tổng cộng sự nghiệp   | Tổng cộng sự nghiệp   | Tổng cộng sự nghiệp   | 71           | 5            | 6                     | 0                     | 3             | 0             | 0        | 0         | 0        | 0         | 80        | 5         |

Thành tích đội dự bị
| Thành tích câu lạc bộ | Thành tích câu lạc bộ | Thành tích câu lạc bộ | Giải vô địch | Giải vô địch | Tổng cộng | Tổng cộng |
| Mùa giải              | Câu lạc bộ            | Giải vô địch          | Số trận      | Bàn thắng    | Số trận   | Bàn thắng |
| Nhật Bản              | Nhật Bản              | Nhật Bản              | Giải vô địch | Giải vô địch | Tổng cộng | Tổng cộng |
| --------------------- | --------------------- | --------------------- | ------------ | ------------ | --------- | --------- |
| 2016                  | Gamba Osaka U-23      | J3                    | 19           | 2            | 19        | 2         |
| Tổng cộng sự nghiệp   | Tổng cộng sự nghiệp   | Tổng cộng sự nghiệp   | 19           | 2            | 19        | 2         |

## Danh hiệu
Gamba Osaka
- J. League Division 1 - 2014
- J. League Division 2 - 2013
- Cúp Hoàng đế Nhật Bản - 2014
- J. League Cup - 2014